# Liste der Grafen von Rouergue
Im Kapitular von Quierzy 877 bestätigte Karl der Kahle den Grafen von Rouergue ihren Besitz. Im Verlauf des 9. Jahrhunderts gelangten diese in den Besitz der Grafschaft Toulouse. Seit Graf Raimund II. war mit dem Besitz des Rouergues auch der Titel eines Herzogs (Markgrafen) von Septimanien (Gothien) verbunden.
- Fulcoald, Sohn eines Dux Childebrand aus der Provence, Missus Regius in Rouergue oder Nîmois
- Fredelo, † wohl 852, dessen Sohn, Graf von Toulouse
  - Bernard, Herr von Rouergue, dessen Schwiegersohn
- Raimund I., † 863, dessen Bruder, Graf von Toulouse
- Bernhard, † 874, dessen Sohn, 864 Graf von Toulouse
- Odo (Eudes), † 918/919, dessen Bruder Graf von Toulouse
- Armengol, Sohn Odos, Graf von Rouergue 918/935
- Raimund I., † 960/961, dessen Sohn, Graf von Rouergue, 935 Gegenherzog von Aquitanien
- Raimund II., † vor 1010, wohl 1008, dessen Sohn, Graf von Rouergue, Markgraf von Gothia
- Hugo, † 1053, 1028 Graf von Rouergue, 1033 Graf von Gévaudan, dessen Sohn
- Bertha, † 1065, Gräfin von Rouergue und Gévaudan, dessen Tochter
- Raimund von Saint-Gilles, † 1105, Markgraf von Gothia (Rouergue, Narbonne und Gévaudan), 1085 Graf von Gévaudan, 1088 Graf von Toulouse, Herzog von Narbonne, Markgraf von Provence, 1102 Graf von Tripolis
- 1105–1109:  Bertrand Sohn (Graf von Toulouse und Tripolis)
- 1109–1110: Alfons Jordan Bruder (Graf von Tripolis und Toulouse)
- 1110–1120: Wilhelm der Trobador (Herzog von Aquitanien)
- 1120–1148: Alfons Jordan
- 1148–1194: Raimund V. Sohn (Graf von Toulouse)
- 1194–1222: Raimund VI. Sohn (Graf von Toulouse)
- 1222–1249: Raimund VII. Sohn (Graf von Toulouse)
- 1249–1271: Johanna Tochter (Gräfin von Toulouse)

Durch die Heirat Johannas mit Alfons de Poitou, dem Sohn König Ludwigs VIII., wurde das Rouergue mit der französischen Krondomäne vereinigt.